# Ostřice prodloužená
Ostřice prodloužená (Carex elongata, syn.: Vignea elongata) je druh jednoděložné rostliny z čeledi šáchorovité (Cyperaceae). Někdy je udávána také pod jménem tuřice prodloužená.

## Popis

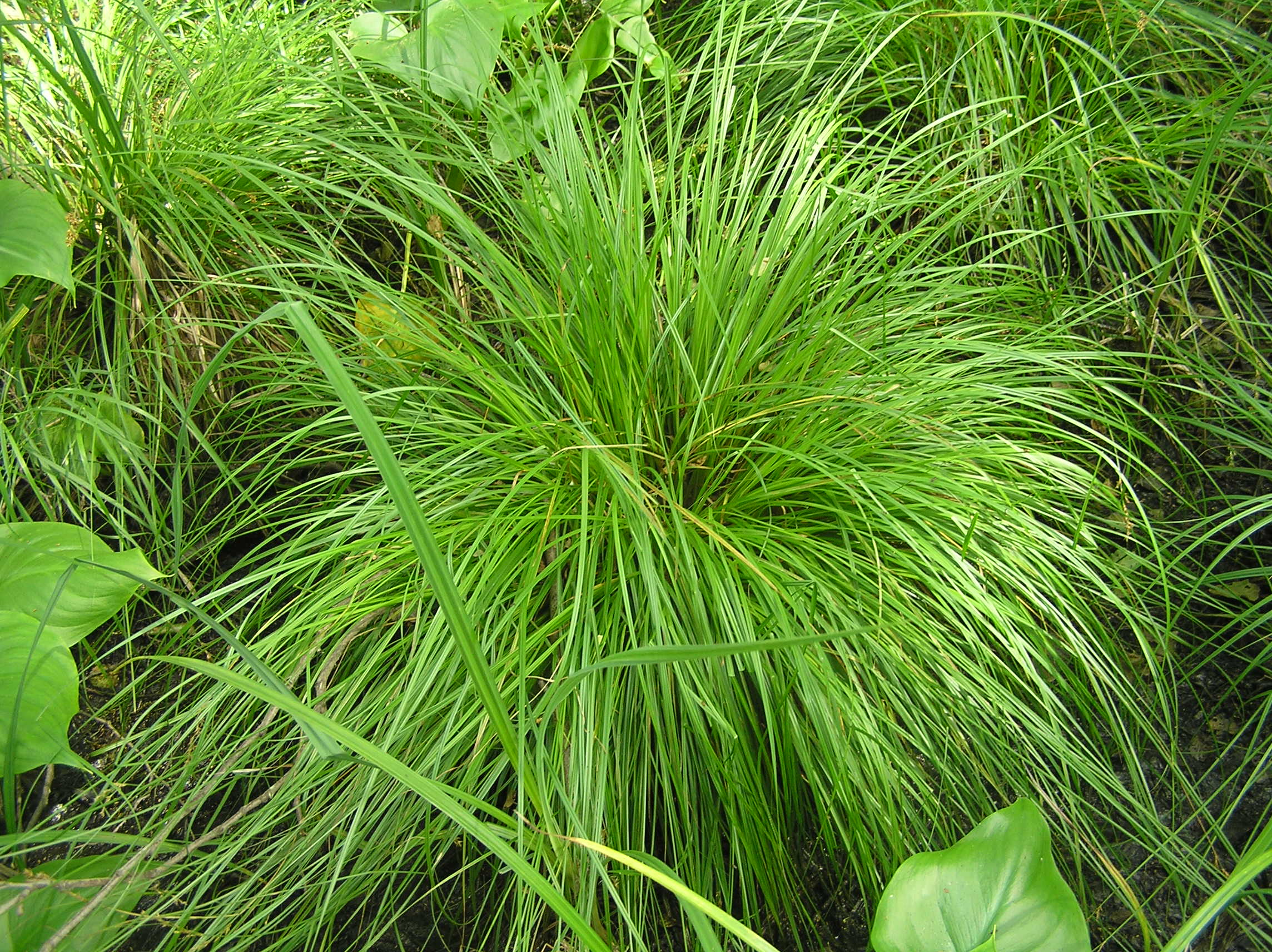
Trs ostřice prodloužené v mokřadní olšině

Jedná se o rostlinu dosahující výšky nejčastěji 30–70 cm. Je vytrvalá a výrazně trsnatá, s krátkými oddenky. Listy jsou střídavé, přisedlé, s listovými pochvami. Lodyha je trojhranná, drsná, asi stejně dlouhá jako listy. Čepele jsou asi 2–3, vzácněji až 6 mm široké, na vrcholu zakončené vlasovitou špičkou. Ostřice prodloužená patří mezi stejnoklasé ostřice, všechny klásky vypadají víceméně stejně a většinou obsahují samčí i samičí květy. Dolní klásek bývá trochu oddálen a někdy je celý samičí. Klásky jsou uspořádány do cca 4–6 cm dlouhého lichoklasu (klasu klásků), který obsahuje nejčastěji 8–12 klásků. Okvětí chybí. V samčích květech jsou zpravidla 3 tyčinky. Čnělky jsou většinou 2. Plodem je mošnička, která je kopinatá, cca 3–3,5 mm dlouhá, vně vyklenutá a na hřbetě výrazně žilkovaná, na vrcholu zúžená do nekřídlatého jen nevýrazně dvouklaného zobánku. Každá mošnička je podepřená plevou, která je rezavě hnědá se zelným kýlem, na okraji široce blanitě lemovaná. Kvete nejčastěji v květnu až v červnu. Počet chromozómů: 2n=56.

## Rozšíření
Ostřice prodloužená roste v Evropě, hlavně střední a východní, v jižní Evropě je rozšířena jen málo. Na východ zasahuje až na jižní Sibiř. Mapka rozšíření viz zde: .

## Rozšíření v Česku
V ČR se vyskytuje roztroušeně od nížin do podhůří. Nejčastěji roste v mokřadních olšinách svazu Alnion glutinosae. Někdy ji najdeme na březích rybníků nebo na mokrých loukách.